# K-19: The Widowmaker
K-19: The Widowmaker är en amerikansk dramathriller film från 2002 i regi av Kathryn Bigelow, med Harrison Ford och Liam Neeson i huvudrollerna.

## Handling
Under året 1961 lanserar Sovjetunionen sin första ballistiska atomubåt, K-19 - kallad "Änkemakaren" på grund av många dödsfall som har inträffat under tillverkningen. Efter ett lyckat kärnvapentest i Arktis börjar kärnreaktorns kylsystem läcka och männens liv vilar i kapten Vostrikovs (Harrison Ford) och kapten Polenins (Liam Neeson) händer. Det handlar bara om tid om männen kan kyla ner reaktorn innan den kommer att explodera, vilket kan starta tredje världskriget.

## Om filmen
- Filmen är baserad på verkliga olyckor som drabbade den första ubåten i klassen projekt 658.

## Rollista
| Harrison Ford     | – Captain. Aleksej Vostrikov  |
| Liam Neeson       | – Captain. Michail Polenin    |
| Peter Sarsgaard   | – Lieutenant. Vadim Radtjenko |
| Joss Ackland      | – Marshal Zelentsov           |
| Shaun Benson      | – Leonid Pashinski            |
| Tygh Runyan       | – Maksim Portenko             |
| Christian Camargo | – Pavel                       |
| James Ginty       | – Anatoly                     |